# Distrito de Llumpa

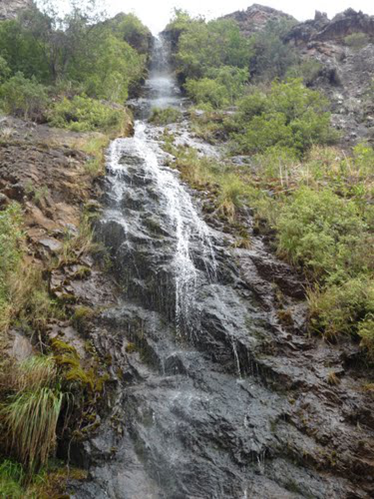
Catarata de Ishpaq

El distrito de Llumpa es uno de los ocho distritos de la provincia de Mariscal Luzuriaga, perteneciente al Departamento de Áncash, en el Perú. Limita por el norte con el distrito de Lucma; por el este con el distrito de Musga y el distrito de Yauya; por el oeste y sur con el distrito de Yanama, el distrito de Yauya y el distrito de San Luis.

## Historia
El distrito de Llumpa fue creado mediante Ley del 28 de octubre de 1889, en el gobierno de Andrés Avelino Cáceres Dorregaray. Es el distrito más poblado de la provincia de Mariscal Luzuriaga.
La familia Mariluz (hacendados llegados en 1750) es la más antigua de Llumpa. También destacan los apellidos Alvarado, Vía y Roca. 
Hace pocos años se produjo el despiste de un camión, habiendo fallecido varios estudiantes de secundaria. Otro hecho es que el río Yurma se estancó por un alud, formando una especie de laguna, que invitaba a paseo en canoas.
Antes de La Guerra del '79, provocada por Chile y apoyada por Inglaterra, por razones de estudio pasaron por las tierras de Llumpa: Antonio Raimondi y Charles Wiener. Un contingente de llumpinos participó en la guerra civil entre Piérola y Cáceres, justamente se produjo un encuentro sangriento en el lugar denominado “Achicay”, tal como menciona C. Augusto Alba en su libro “Yungay”. El establecimiento distrital de Llumpa importó el primer seccionamiento de Piscobamba.

## Autoridades

### Municipales
- 2023 - 2026[1]
  - Alcalde: Franco Roberto Yupanqui Pinedo, del Movimiento Regional Socios por Ancash.
  - Regidores:

  1. Catalino Juan Vito Ocaña
  2. Alina Jacinta Chávez Milla
  3. Roque Arnaldo Manrrique Pizarro
  4. Edith Giovany Dionisio Tarzona
  5. Evelyn Vanesa Quiroz Barrozo

Alcaldes anteriores
- 2019 - 2022: Antonio Máximo Honorato Neri
- 2011-2014:[2] Rosas Flores Antonio, del Movimiento independiente Nuevo Destino (ND).
- 2007-2010: Justiniano Víctor Chávez Barrozo.

## Festividades
Algunas de las festividades del distrito son:
- Llumpa, 24 de septiembre, Virgen de las Mercedes
- Santa Rita, 22 de mayo: Anti, Inca, Corpus, Negro, Palla, Capitana.
- 'Chuclush, 2 de septiembre, San Pablo: Anti, Negro, Paso-huanquilla.
- Pircay,	28 de agosto, San Agustín: Antipalla, Sargento, Quiyaya, Binaca, Anti
- Parush,	12 de agosto, San Antonio: Anti, Negro, Yurihua, Capitana.
- Pumpú,	14 de junio, San Antonio: Negro, Anti, Contra-huanquilla.
- Yurma,	30 de agosto, Santa Rosa:	Negro, Huanquilla, Anti-runa, Apu Atahualpa.
- SALAPAMPA,     14 de Septiembre "Señor de Santa Cruz" Negro, Huanquilla, Anti-runa, Apu inca.
- SHOCA,       29 de Junio      SAN PEDRO Y SAN PABLO: Negro, Huanquilla, Anti-runa, Apu inca.

Como parte de la tradición, se cuenta que Santo Toribio de Mogrovejo hizo manar agua en Llacma, golpeando la roca con su bastón. Durante algunas semanas (siglo XIX), permaneció en Llacma y Llumpa, quizás en Masqui, el presidente Ramón Castilla, enamorado de la llumpina Margarita Mariluz.

## Ubicación geográfica
- Coordenadas: ::::Longitud Oeste: Entre 233500 a 234700 ::::Latitud Sur: Entre 9005300 a 9006500 ::::Altitud: Entre 3400.00 a 2875,00 m. Es uno de los distritos de Mariscal Luzuriaga que, en su parte occidental: pisos jalka y janka, forma parte del parque nacional Huascarán, tal como puede comprobarse en el D.S. 0622-75AG, firmado por Velasco Alvarado, que entre otras provincias involucra a la de Luzuriaga. Se ubican en el área territorial los picos: «Pirámide de Garcilaso» y «Chacragyg raju» y otros. También se ubica al frente de la colonia de la frontia de los Andes del norte.

## Cuantía poblacional
Hay una población de 6006 hab., según el censo de población y vivienda de 2007, ejecutado por INEI. Su territorio tiene un área de 143.27 km², con lo que se obtiene una densidad de 41,22 hab./km². De la población mayor de tres años de edad, 5 382 personas hablan quechua; 5 aimara; 175 castellano y 49 son sordomudos. La población mayor de 65 años es de 341 habitantes, el 5,68% de la población total; la edad de 11 llumpinos no es menor de 98 años.

## Características agrológicas
Tiene un gran potencial de tierras aptas para los cultivos andinos; pero el mal manejo del agua de riego hace que los agricultores tengan baja producción y productividad por campaña.
Los suelos, son de textura variada de franco a Franco arcillosa arenosa, profundidad media. La pendiente de los suelos varía de inclinada a moderadamente inclinada con pequeñas laderas, puntuales y dispersas.

## Características climáticas
La climatología del lugar es propia de la sierra peruana, con precipitaciones de noviembre a abril, con temperaturas frías en horas de la noche y fuerte insolación en el día.
Llumpa posee una amplia extensión de tierra contando con pisos ecológicos que van de los 2500 m s. n. m. a 4300 m s. n. m. de ahí la diversidad de producción agrícola y pecuaria.
Sus recursos de agua son muy limitados y no se han creado los mecanismos mínimos para dotarlo de recursos hídricos, dentro de las limitaciones que tiene.

## Centros poblados rurales

### Caseríos
Achcay, Amapampa, Chinguil, Chucllush, Cruzpampa, Lluychocolpan, Pircay, Pumpu, Salapampa, Shoca, Ushnu, Yurma, Uchupampa, Calquibamba, Quitaracza, Huaripampa, Parush, Puylló, Machgo, Gajanga, Huaylla y Dispensa.

### Unidades agropecuarias
Las Unidades agropecuarias más importantes del distrito de Llumpa son Tingo y Tomanga. 

### Yurma
Después de la capital del distrito de Mariscal Luzuriaga, el centro poblado de más importancia es Yurma. Actualmente, con una población de cerca de 400 habitantes y casi 100 viviendas. Cuenta con una escuela secundaria, y un instituto de computación y enfermería. Las familias más conocidas se apellidan: Castillo, Oliveros, Antonio, Jaramillo, Roca, Hudson, Vidal, Murphy, Álvarez, Barrera, Chaycha, Acero, etc. Hay una iglesia remodelada junto a una plazoleta amplia; se celebra como fiesta patronal, la dedicada a Santa Rosa, el día 30 de agosto, con corrida de toros y varias danzas: Apu Inka, Negritos, Anti y otras que fundan los ganosos. En los archivos de la parroquia de Piscobamba, existen datos de las personas que iban a bautizarse y casarse; llevaban a sus difuntos a enterrar en Piscobamba, en los siglos XVII y XVIII. Iban a participar en la danza guerrera de Corpus Christi. Está ubicado en la zona qechwa, cerca de Yanama. Por Yurma pasaron Antonio Raimondi, Charles Wienner y Andrés A. Cáceres hacia Huamachuco y los caceristas al encuentro de Sihuas, donde ganaron los adeptos del Califa.